# Cervinia langi
Cervinia langi är en kräftdjursart som beskrevs av Paul A. Montagna 1981. Cervinia langi ingår i släktet Cervinia och familjen Cerviniidae. Inga underarter finns listade i Catalogue of Life.